# 里見 (青森市)
里見（さとみ）は青森市の地名である。一・二丁目がある。郵便番号は038-0032。

## 地理
青森市市街地の西寄りに位置し、北と西は大字三内、東は西滝・浪館前田、南は大字浪館に接する。一帯は商店や事業所が入り交じる住宅地である。

### 河川
- 沖館川 - 北端の境界を流れる。

## 歴史
もとは大字三内・西滝の一部であった。

### 沿革
- 1998年（平成10年）11月24日 - 西滝・浪館・三内・千刈地区地名表示事業により、大字西滝字菅野屋・字富永、および三内字里見が里見一・二丁目となった。[4]

### 町名の変遷
| 実施後     | 実施年月日     | 実施前                           |
| ---------- | -------------- | -------------------------------- |
| 里見一丁目 | 1998年11月24日 | 西滝字菅野屋、三内字里見の各一部 |
| 里見二丁目 | 1998年11月24日 | 西滝字富永、三内字里見の各一部   |

## 世帯数と人口
2024年（令和5年）2月1日現在の世帯数と人口は以下の通りである。
| 町丁       | 世帯数  | 人口    |
| ---------- | ------- | ------- |
| 里見一丁目 | 473世帯 | 1,015人 |
| 里見二丁目 | 258世帯 | 523人   |
| 合計       | 731世帯 | 1,538人 |

## 小・中学校の学区
市立小・中学校に通う場合、学区は以下の通りとなる。
| 町名       | 番地 | 小学校             | 中学校             |
| ---------- | ---- | ------------------ | ------------------ |
| 里見一丁目 | 全部 | 青森市立三内小学校 | 青森市立三内中学校 |
| 里見二丁目 | 一部 | 青森市立三内小学校 | 青森市立三内中学校 |
| 里見二丁目 | 一部 | 青森市立浪館小学校 | 青森市立西中学校   |

## 交通

### バス
- 青森市営バス
  - R 県立美術館線 - 三内丸山遺跡方面（西滝経由） - 里見一丁目

## 主な施設
- 青森市立三内小学校
- 青森みちのく銀行三内支店 - 2026年浪館支店に統合予定[6]。
- ひまわり保育園